# Вайц, Теодор
Франц Теодор Вайц (нем. Franz Theodor Waitz; 17 марта 1821, Гота, Германский союз — 21 мая 1864, Марбург, Гессен) — немецкий психолог и антрополог.

## Биография
Теодор Вайц родился 17 марта 1821 года  в городе Гота. Учился в университетах Лейпцига и в Йены; выбрал психологию, философию и математику своими профильными науками. 
В 1842 году в девятнадцатилетнем  возрасте получил звание доктора философии в университете Лейпцига. 
В 1848 году он был назначен на должность профессора философии Марбургского университета, на которой оставался до самой смерти. 
Вайц подвергал резкой критике философию Иоганна Фихте, Фридриха Шеллинга, Георга Гегеля. Придерживался мнения о том, что психология — основа философии. 
Его исследования в области психологии привели его к убеждению, что последняя напрямую связана с антропологией. Вайц был сторонником эволюционных взглядов в антропологии и противником теории о расовом неравенстве. Длительное влияние на Теодора Вайца имели труды Иоганна Гербарта. Для достижения лучших результатов в области психологии он изучал и анатомию человека.
Теодор Вайц умер 21 мая 1864 года в городе Марбурге.

## Работы
Величайшим трудом считается шеститомная работа «Anthropologie der Naturvölker» («Антропология первобытных народов»). Первые четыре тома были изданы в Лейпциге в течение 1859—1864 гг. Последние два тома были изданы уже после его смерти Георгом Герландом. 
Теодор Вайц также издал «Основы психологии» («Grundlegung der Psychologie»; 1846), «Психология как наука» («Lehrbuch der Psychologie als Naturwissenschaft»; 1849), «Общую педагогику» («Allgemeine Pädagogik»; Вильмана, 1852), «Про индейцев Северной Америки» («Die Indianer Nordamerikas» (Лейпциг, 1864)) и критическое издание «Орагона» Аристотеля (Лейпциг; 1844).